# Aldino

Situación de Aldino en la provincia de Bolzano.

Aldino (en alemán Aldein) es un municipio italiano de 1.657 habitantes (2004) perteneciente a la Provincia Autónoma de Bolzano. Forma parte del comprensorio Oltradige-Bassa Atesina.
Las actividades económicas más importantes, además de la agricultura, son la artesanía y el turismo (sobre todo invernal).
Cerca de Aldino se encuentra el convento Maria Weissenstein (1553).
Aldino es el lugar de nacimiento de Luis Lintner, un misionero surtirolés que fue asesinado el 16 de mayo de 2002 en Brasil.

## Distribución de idiomas
Según el censo de 2011, la mayoría de los residentes (98,1 %) hablan alemán como lengua materna, el 1,7 % habla italiano de forma nativa y el 0,2 % el ladino.

## Demografía
| Gráfica de evolución demográfica de Aldino entre 1921 y 2001                 |
|                                                                              |
| Fuente: Istituto Nazionale di Statistica - Elaboración gráfica por Wikipedia |